# Elaiophoor

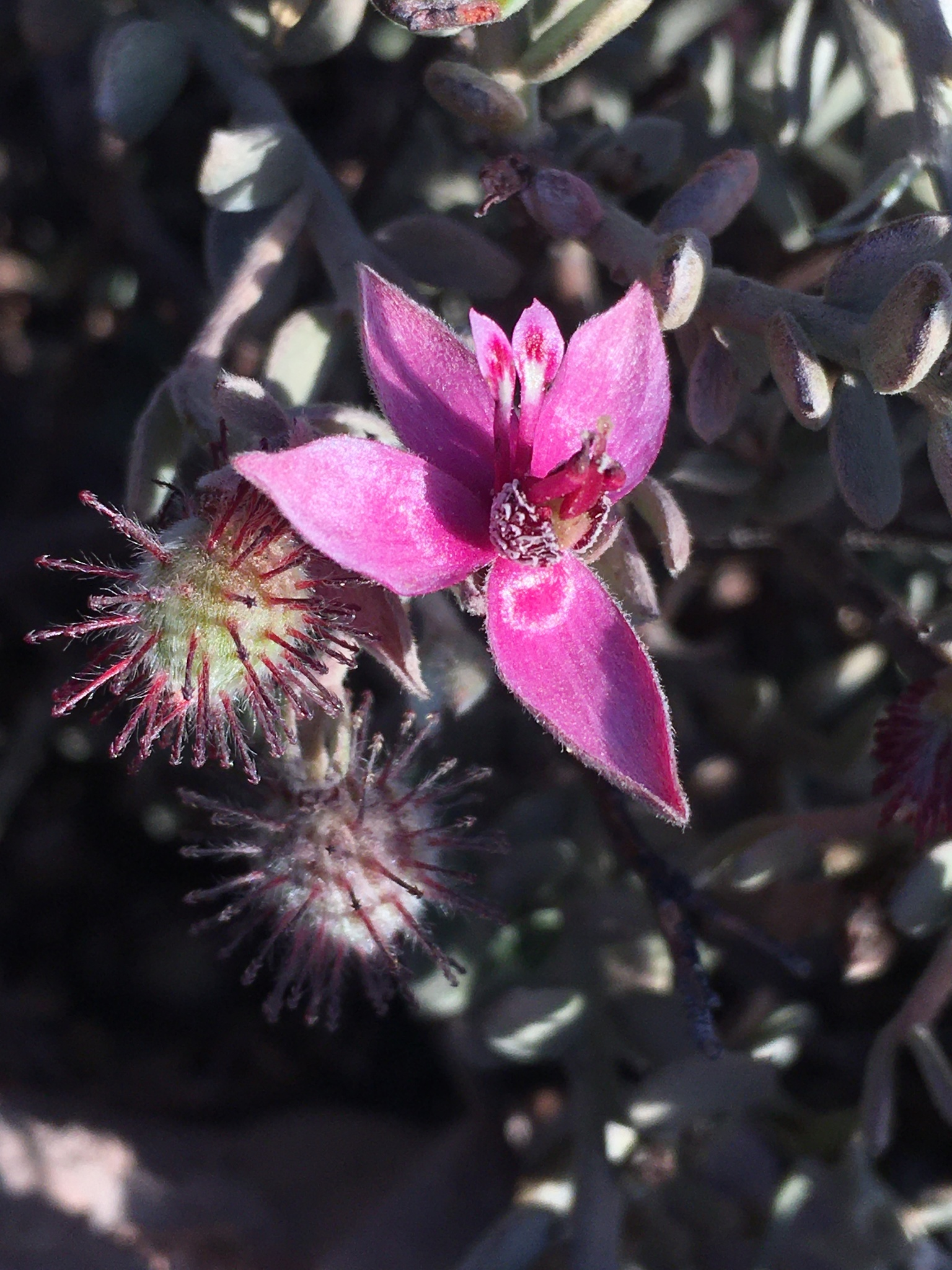
Krameria lappacea-bloem met op de twee korte, rondachtige kroonbladen elaiophoren

Een elaiophoor (van Gr. elaion -olie en phorein -dragen) is een plantenorgaan dat olie afscheidt.
Er wordt onderscheid gemaakt in:
- epitheel-elaiophoren: olieklieren
- trichome-elaiophoren: klierharen.

De oliën bestaan uit vetzuren en/of glyceriden, maar kunnen ook andere componenten bevatten zoals aldehyden, aminozuren, koolhydraten, carotenoïden, koolwaterstoffen, ketonen, fenolverbindingen, saponinen en terpenen.
In de bloemen van sommige families, zoals Malpighiaceae, Scrophulariaceae, Iridaceae, Cucurbitaceae, Primulaceae en Solanaceae komen elaiophoren voor. Elaiophoren kunnen aanwezig zijn op het axiale deel van de kelkblaadjes of bloemkroonblaadjes, op het oppervlak van de lip, aan de voet van meeldraden (zoals bij grote wederik) en ook op de callus.
De oliën die door de elaiophoren worden afgescheiden, fungeren als lokstoffen voor bestuivende insecten. Vertegenwoordigers van verschillende bijenfamilies verzamelen deze oliën om toe te voegen aan het voedsel van de larven of om het nest mee te bekleden, waaronder de families en onderfamilies Melittidae, Ctenoplectrinae, Apidae en Anthophorinae. Bijen van de onderfamilie Ctenoplectrinae hebben gespecialiseerde olieverzamelstructuren zoals kussentjes of kammen op de ventrale thorax of op de voor- en middenpoten. Bijen die bloemen met trichome-elaiophoren bezoeken hebben over het algemeen kussentjes, en bijen die bloemen met epitheel-elaiophoren bezoeken hebben borstelachtige kammen.